# Караччио, Антонио
Антонио Караччио (итал. Antonio Caraccio; 1630 — 1702) — итальянский поэт, в своё время считавшийся очень талантливым.
Его произведения: «Fosforo, canzone epitalamica» (Лукка, 1650); «Poesie liriche» (Рим, 1689); «L’Imperio vindicato» (Рим, 1690) — героическая поэма о взятии Константинополя крестоносцами; «Il Corradino, tragedia» (Рим, 1694).